# Halomorfna tla
Halomorfna tla – obuhvaćaju slana i alkalizirana tla nastala pod utjecajem nepovoljnih stranih voda. 

## Halomorfna tla prema Hrvatskoj klasifikaciji tala

#### I klasa
- akutno zaslanjena tla Asa-G ili Asa-CG profila

tipovi:
1. Solončak (Solončak)

#### II klasa
- soloneci A-Bt,na - C profil

tipovi:
1. Solonec (Solonec)

## Poveznice
- Automorfna tla
- Hidromorfna tla
- Suphidratična tla
- Primijenjene discipline koje se bave tlom: Pedologija, hidrotehničke melioracije, mehanika tla